# Belgrandiella libanica
Belgrandiella libanica е вид коремоного от семейство Hydrobiidae. Видът е почти застрашен от изчезване.

## Разпространение
Разпространен е в Ливан.